# Phyllonorycter lemarchandi
Phyllonorycter lemarchandi är en fjärilsart som först beskrevs av Pierre E.L. Viette 1951.  Phyllonorycter lemarchandi ingår i släktet guldmalar, och familjen styltmalar.
Artens utbredningsområde är Madagaskar. Inga underarter finns listade i Catalogue of Life.